# Chrześcijańska Wspólnota Zielonoświątkowa

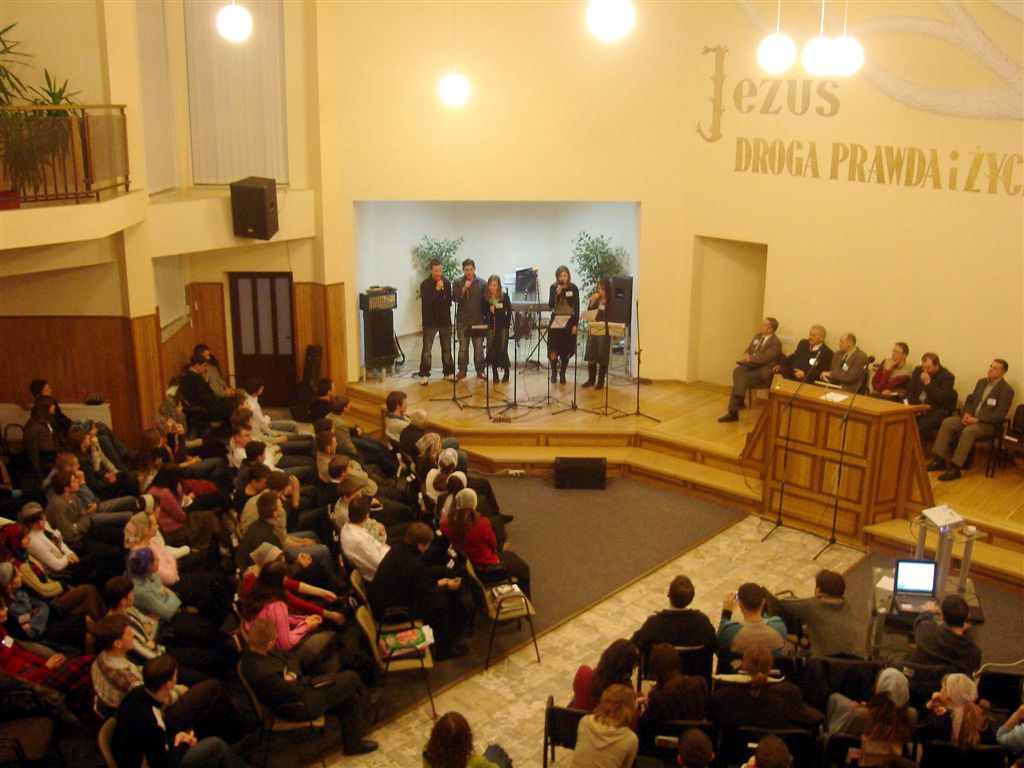
Zbór w Legnicy.

Chrześcijańska Wspólnota Zielonoświątkowa – ewangeliczny kościół protestancki, stanowiący konserwatywne i radykalne skrzydło polskiego ruchu zielonoświątkowego. Przewodniczącym wspólnoty jest prezbiter naczelny Roman Jawdyk. Od innych ugrupowań zielonoświątkowych wyróżniają się tym, że praktykują umywanie nóg podczas Wieczerzy Pańskiej. Chrześcijańska Wspólnota Zielonoświątkowa oficjalnie odcięła się od Kościoła Zielonoświątkowego w Polsce, oraz nie podpisała Aliansu Ewangelicznego.

## Przekonania
Przekonania Chrześcijańskiej Wspólnoty Zielonoświątkowej opierają się na wspólnym wyznaniu wiary.

„Wierzymy w:
1. Jedynego Wszechmogącego Boga: Ojca, Syna i Ducha Świętego.
2. Pismo Święte jako Słowo Boże, natchnione przez Ducha Świętego, jest jedynym, najwyższym autorytetem w sprawach: prawdy, wiary i życia.
3. Jezusa Chrystusa – Syna Bożego, który przyszedł w ciele na świat (narodził się z Marii Panny), aby przez swą męczeńską śmierć i zmartwychwstanie zbawić grzeszników. Jest jedynym Pośrednikiem i Orędownikiem.
4. Zbawienie z łaski jako dar Bożej miłości.
5. Nowonarodzenie z wody i Ducha, aby wejść do Królestwa Bożego.
6. Chrzest Duchem Świętym oraz w prowadzenie i dary (charyzmaty) Ducha Świętego.
7. Konieczność przyjęcia chrztu wodnego (przez zanurzenie), Wieczerzy Pańskiej (pod postacią chleba i wina oraz z umywaniem nóg). W pomazanie olejem (ku uzdrowieniu).
8. Kościół (ciało Jezusa Chrystusa), którego głową i budowniczym jest Jezus Chrystus.
9. Powszechne zmartwychwstanie (wszystkich ludzi) i sąd Boży oraz życie wieczne (zbawionych) i wieczne potępienie.
10. Odrodzone (nowe) doczesne życie chrześcijanina, tj.

a. modlitwa za władzę i postępowanie uczciwe, sprawiedliwe, święte (w tym bez nałogów),
b. poszanowanie godności każdego człowieka,
c. sumienne wykonywanie obowiązków (w domu, szkole, pracy, społeczeństwie),
d. dbanie o nierozerwalność małżeństwa (związek kobiety i mężczyzny), rodzinę, rodzicielstwo i macierzyństwo.
e. ochronę życia (w tym nie odbywanie służby wojskowej)”.

## Historia
Początki ruchu sięgają lat 20. XX wieku na kresach wschodnich i związane są z radykalnym skrzydłem Związku Chrześcijan Wiary Ewangelicznej. Powstanie tego skrzydła związane jest z działalnością Iwana Woronajewa, który w 1922 roku przybył do Odessy. Od innych zielonoświątkowców odróżnia ich praktyka umywania nóg podczas eucharystii.
Po II wojnie światowej, po przesunięciu granic, część wiernych w wyniku repatriacji przeniosła się do Polski, na Ziemie Odzyskane. Wierni mieszkający na terenie Bieszczadów zostali przesiedleni w wyniku akcji „Wisła”. Zbory wspólnoty nie weszły w struktury ZKE.
Przez długi czas we wspólnocie była silna niechęć do zarejestrowania swego związku. Kościół został zarejestrowany dopiero 6 lutego 1986 roku w Zabrzu. Jedynie niektóre zbory odmówiły wejścia do zarejestrowanej wspólnoty. Jako wspólnota działająca legalnie na terenie całej Polski, została zarejestrowana w rejestrze kościołów i związków wyznaniowych Ministerstwa Spraw Wewnętrznych i Administracji pod nr 18.
W 1988 roku kościół liczył 910 członków, 13 zborów, 4 placówki, w których usługiwało 39 duchownych. W 1994 roku kościół liczył 1588 wiernych skupionych w 16 zborach, w których usługiwało 54 duchownych, w 1999 roku było już około 2 tysięcy wyznawców skupionych w 21 zborach.
Kościół w 1994 roku liczył 1588 wiernych skupionych w 24 zborach w różnych miastach Polski. Największy zbór mieści się w Zabrzu, liczy około 300 wiernych. Większość zborów znajduje się w południowo-zachodniej Polsce. Według własnych danych z 2021 roku liczy ponad 3 tys. wiernych w 26 zborach. 
Organizuje nabożeństwa, spotkania modlitewne, konferencje i obozy dla młodzieży, a także spotkania dla osób uzależnionych. Chrześcijańska Wspólnota Zielonoświątkowa wydaje dwumiesięcznik pt. „Droga Prawda Życie”. Pierwszy numer ukazał się w 1989 roku (wtedy był to kwartalnik).

## Zbory
- województwo dolnośląskie
  - zbór w Bystrzycy Kłodzkiej[12]
  - zbór w Kłodzku[12]
  - zbór w Legnicy[12] (powstał w 1958 roku, liczy ok. 140 członków)[13]
  - zbór w Lubinie[12] (powstał w 1991, liczy prawie 100 członków)[14]
  - zbór w Przemkowie[12]
  - zbór we Wrocławiu[12] (powstał w 2013[15])
- województwo lubuskie
  - zbór w Kostrzynie nad Odrą[12][16]
  - zbór w Lubsku[12]
- województwo łódzkie
  - zbór w Łodzi[12][17]
- województwo małopolskie
  - zbór w Świebodzinie[12]
  - zbór w Trzebini[12][18]
  - zbór w Wysowej[12]
- województwo mazowieckie
  - zbór w Warszawie[12]
- województwo warmińsko-mazurskie
  - zbór w Gołdapi[12]
  - zbór w Kętrzynie[12]
  - zbór w Olsztynie[12]
- województwo opolskie
  - zbór w Brzegu[12]
  - zbór w Kędzierzynie-Koźlu[12]
- województwo podlaskie
  - zbór w Grabówce[12]
- wojewódzwtwo pomorskie
  - zbór w Gdańsku[12]
- woj. wielkopolskie
  - zbór w Lesznie[12]
- woj śląskie
  - zbór w Dankowicach (dawniej: w Czechowicach-Dziedzicach)[12][19]
  - zbór w Gliwicach-Łabędach[12][20]
  - zbór w Rudzie Śląskiej[12]
  - zbór w Zabrzu[12], liczy ponad 300 wiernych[10]
  - zbór w Żorach[12][21]
- województwo zachodniopomorskie
  - zbór „Genezaret” w Barlinku[12]
- Wolne Państwo Bawaria – Górna Frankonia
  - zbór Freie Christengemeinde w Marktredwitz[12]

## Dane teleadresowe
Chrześcijańska Wspólnota Zielonoświątkowa
ul. Sudecka 3
59-220 Legnica